# I Wan'na Be Like You (The Monkey Song)
I Wan'na Be Like You (The Monkey Song) (nella versione in italiano Voglio essere come te) è una canzone scritta nel 1967 da Robert e Richard M. Sherman per il lungometraggio animato della Disney Il libro della giungla.
Viene cantata dai personaggi Re Luigi, Baloo e Mowgli, ovvero rispettivamente Louis Prima, Phil Harris e Bruce Reitherman nella versione originale, e Lorenzo Spadoni, Tony De Falco e Luigi Palma in quella italiana.
La canzone ha ricevuto una nomination per la lista AFI's 100 Years... 100 Songs dedicata alle 100 migliori canzoni del cinema americano.

## Produzione
Richard Sherman ha dichiarato che lui e suo fratello puntavano a un suono jazz, con una melodia simil-Dixieland. Le parti strumentali vennero registrate originariamente da Louis Prima (che suonava anche la tromba) e dalla sua band, Sam Butera & The Witnesses, ma la musica venne sostituita con una scritta dal compositore del film, George Bruns, e orchestrata da Walter Sheets.
Il "dialogo scat" tra Baloo e Re Luigi fu il risultato di due sessioni di registrazione. Louis Prima registrò per primo, perché Baloo ripetesse semplicemente ciò che Luigi aveva cantato, ma Phil Harris decise di non imitare la registrazione di Prima e di farne una propria. La canzone venne pubblicata nella stessa data del film.

## Versione delle Lollipop:Credi a me
La canzone fu adattata con un altro testo italiano e pubblicata come singolo il 28 marzo 2003 con il titolo Credi a me dalla girl band delle Lollipop, sotto l'etichetta discografica Warner Music Italy.
La canzone fu utilizzata come colonna sonora del film Il libro della giungla 2, diffuso nelle sale cinematografiche italiane l'11 aprile 2003. Nel video musicale, furono inserite diverse scene del film alternate ad altre sequenze in cui sono presenti solo le Lollipop. Credi a me era inoltre stato programmato come primo singolo estratto dal secondo album delle Lollipop Together, previsto per maggio 2003, ma a causa dell'insuccesso della canzone l'album fu posticipato di quasi un anno, e Credi a me non vi fu inserito.
Questa canzone non riscosse un grande successo, rispetto alle precedenti delle Lollipop.

### Tracce
Download digitale
1. Credi a me – 3:11

Arrangiamento e produzione: Luigi Rana e G.Giorgilli. Fra gli autori del testo ci sono L.Rana e V. Giorgilli
CD singolo
1. Credi a me – 3:11
2. Credi a me (Versione Strumentale) – 3:11
3. Credi a me (Unplugged) – 3:11

### Classifiche
| Classifica (2003) | Posizione massima |
| ----------------- | ----------------- |
| Italia            | 42                |

## Altre versioni
Tra le cover della canzone incise negli anni, ci sono quelle dei Los Lobos (Stay Awake: Various Interpretations of Music from Vintage Disney Films), Big Bad Voodoo Daddy (This Beautiful Life), Voodoo Glow Skulls (Dive into Disney), Smash Mouth (colonna sonora de Il libro della giungla 2), Nikki Webster (versione australiana della colonna sonora de Il libro della giungla 2), Gabriel Ríos (En vivo) e Jonas Brothers (Disneymania 5). Una versione remix della canzone appare nei titoli di coda del film Il libro della giungla 2.
Una versione di questa canzone è anche cantata da Robbie Williams e Olly Murs, ed è stata pubblicata nell'album Swings Both Ways del 2013.
Nel film Il libro della giungla, del 2016, la canzone viene ripresa e cantata sempre dal personaggio di re Luigi (King Louie) due volte: la prima viene cantata durante il film e presenta varie modifiche nonostante la musica di sottofondo rimanga la stessa, la seconda viene cantata durante i titoli di coda dove il testo rimane invariato dal film animato del 1967. Nella versione originale la canzone viene cantata da Christopher Walken, mentre nella versione italiana viene cantata da Giancarlo Magalli;

## Usi nella cultura di massa
I Wan'na Be Like You è stata usata come canzone per un film di informazione pubblica britannico contro il fumo nel 2009.